# Harry G.M. Prick
Harry G.M. Prick, auteursnaam van Henricus Gerardus Matheus (Harry) Prick (Roermond, 13 september 1925 - Maastricht, 14 september 2006) was een Nederlandse letterkundige, literatuurhistoricus en biograaf.

## Levensloop
Prick deed in 1944 eindexamen hbs A aan het Henric van Veldekecollege in Maastricht.
Al in 1942 was hij met Lodewijk van Deyssel (pseudoniem van K.J.L. Alberdingk Thijm, 1864-1952) een briefwisseling begonnen. In 1945 heeft hij Van Deyssel voor het eerst in diens huis in Haarlem ontmoet. Op 23-jarige leeftijd werd hij door Van Deyssel aangewezen als zijn toekomstige biograaf. Toen Van Deyssel overleed, werd zijn uitgebreide archief, volgens Nop Maas, aan Prick in bruikleen gegeven voor 
een door Prick te schrijven biografie over de auteur. Prick publiceerde vanaf dat moment in een veelheid van tijdschriften en boeken een groot aantal, doorgaans zeer gedetailleerde en van uitgebreide voetnoten voorziene artikelen over Van Deyssel - en over andere Tachtigers. Het overgrote deel van het Van Deyssel-archief bevindt zich thans in het Literatuurmuseum, Den Haag.
Van 1946–1948 volgde Prick met succes de opleiding voor de mo-akte A Nederlands aan de Katholieke Leergangen in Tilburg. Daarna was hij werkzaam als leraar Nederlands, achtereenvolgens aan het Serviam Lyceum in Sittard (1949-1952), het Collegium Carolinum in Valkenburg (1952-1956) en de Bisschoppelijke Kweekschool 'Christus Magister' in Heerlen (1956-1969). In de jaren 1957-1958 en 1961-1963 volgde hij aan de Katholieke Universiteit Nijmegen colleges Nederlandse taal- en letterkunde.

## Literator
In 1957 werd Prick gekozen tot lid van de Maatschappij der Nederlandse Letterkunde. Op 1 september 1959 trouwde hij met Lily (E.A.T.M.) Maessen. Op 29 juni 1972 deed Prick in Nijmegen kandidaatsexamen Nederlandse taal- en letterkunde en op 27 september 1974 volgde zijn doctoraal.
Prick was van 1969 tot 1988 conservator van het Nederlands Letterkundig Museum in Den Haag. In 1977 promoveerde hij cum laude aan de Katholieke Universiteit Nijmegen op een proefschrift gewijd aan Van Deyssels boek Kind-leven (ook bekend als De Adriaantjes). Adriaan Venema bekritiseerde Pricks adorerende vergoelijking van Van Deyssels antisemitisme en collaboratie als boegbeeld van het literaire tijdschrift De Nieuwe Gids tijdens de Tweede Wereldoorlog. Hoogtepunt van de publicaties van Prick is ongetwijfeld de biografie van Van Deyssel, waarvan in 1997 het eerste deel verscheen en in 2003 het tweede. 
Op vierenveertigjarige leeftijd werd Prick opgenomen in de vrijmetselaarsloge Silentium te Delft. Wegens drukke werkzaamheden trad hij na enkele jaren uit de vrijmetselaarsorde. Na de voltooiing van de biografie van Lodewijk van Deyssel trad hij opnieuw toe, deze keer in de loge La Persévérance te Maastricht. Hij voelde zich thuis in de loge en had spijt dat hij niet eerder was heringetreden.
Vanaf 1983 was Prick lid van het Genootschap voor Tegennatuurlijke Letteren, een club van schrijvers en wetenschappers die zich met homogeschiedenis en -letterkunde bezighouden, met leden als Johan Polak, Theo van der Meer, Fokas Holthuis, Adriaan Litzroth en Cees van der Pluijm.
Prick had een groot aantal goede vrienden in schrijvend Nederland, zoals Peter van Zonneveld, Lambert Tegenbosch, Nop Maas, Elisabeth Leijnse, Gerrit Komrij, Kees Fens, Jeroen Brouwers en Boudewijn Büch. Over het verloop van de laatste vriendschap publiceerde hij in 2005 een kritisch verslag in het boek Een andere Boudewijn Büch.
Pricks taalgebruik was legendarisch: 'Hij sprak in lange, zorgvuldig geconstrueerde zinnen, vol feiten en exacte details' en 'genoot er, geloof ik, zelf het meeste van hoe hij een mededeling van enige omvang tot een feestrede kon maken', schreef Kees Fens in zijn necrologie in de Volkskrant. Bij zijn crematie op 20 september 2006 te Geleen werd dit virtuoze taalgebruik ook gememoreerd: hoe zijn toehoorders met grote spanning luisterden of hij bij de afwikkeling van zijn lange gecompliceerde zinnen en bijzinnen er wel foutloos uit zou komen. En dat lukte hem, keer op keer.
Prick overleed een dag na zijn eenentachtigste verjaardag in het Academisch Ziekenhuis in zijn woonplaats Maastricht. Zijn bibliotheek (Nederlandse en buitenlandse letterkunde, bibliofiele uitgaven, foto's en manuscripten) werd eind mei 2007 geveild bij Bubb Kuyper Veilingen.

## Prijzen
- 1983 - G.H. 's-Gravesande-prijs voor zijn verdiensten op het gebied van de literatuurgeschiedenis, in het bijzonder die van de negentiende eeuw
- 1998 - Frans Erensprijs voor zijn gehele oeuvre
- 2005 - Max Pam Award voor Een andere Boudewijn Büch